# Macrothemis pseudimitans
Macrothemis pseudimitans är en trollsländeart som beskrevs av Philip Powell Calvert 1898. Macrothemis pseudimitans ingår i släktet Macrothemis och familjen segeltrollsländor. Inga underarter finns listade i Catalogue of Life.